# Franz Barth (Politiker, 1886)

Franz Barth

Franz Barth (* 11. Mai 1886 in Groitzsch; † 13. April 1951 in Bremen) war ein deutscher Politiker (NSDAP).

## Leben und Wirken
Nach dem Besuch der Volksschule und der Akademie für graphische Künste in Leipzig und München verdiente Barth seinen Lebensunterhalt als Graphiker und Inhaber einer graphischen Kunstanstalt in Leipzig. Von 1914 bis 1918 nahm er mit dem Infanterie-Regiment 105 am Ersten Weltkrieg teil. Im Krieg wurde er bis zum Vizefeldwebel befördert und mit dem Eisernen Kreuz II. Klasse, der Friedrich-August-Medaille in Silber, dem Sächsischen Ehrenkreuz, dem Kriegsverdienstkreuz und der österreichischen und ungarischen Kriegsmedaille ausgezeichnet.
Am 2. August 1930 trat er dem Nationalsozialistischen Kraftfahrkorps (NSKK) (Mitgliedsnummer 7), zum 1. Februar 1931 der NSDAP bei (Mitgliedsnummer 436.590). Am 9. November 1937 wurde er zum NSKK-Oberführer befördert und am 1. Dezember 1937 mit der Führung der Motorgruppe Thüringen betraut. Zum 20. April 1940 wurde er zum NSKK-Gruppenführer ernannt.
Von Mai 1938 bis zum Ende der NS-Herrschaft im Frühjahr 1945 saß Barth als Abgeordneter im nationalsozialistischen Reichstag, in dem er den Wahlkreis 12 (Thüringen) vertrat.
Vom 30. Januar 1942 bis zum 12. April 1945 trug Barth den Titel „Staatsrat“ der thüringischen Landesregierung.